# OK Liga Femenina 2024-25
La temporada 2024-25 de la OK Liga Femenina de hockey patines es la 17.ª edición de la máxima competición de hockey sobre patines femenino en España. La organiza la Real Federación Española de Patinaje

## Equipos
| Equipo                         | Pabellón                               | Localidad                |
| ------------------------------ | -------------------------------------- | ------------------------ |
| Generali HC Palau de Plegamans | Maria Víctor                           | Palau-solità i Plegamans |
| CP Vila-sana Coop D'Ivars      | Pabellón de Deportes                   | Vilasana                 |
| Telecable HC                   | Pabellón de Deportes Mata-Jove         | Gijón                    |
| Martinelia CP Manlleu          | Pabellón de Deportes                   | Manlleu                  |
| CP Esneca Fraga                | Pabellón Multiusos del Sotet           | Fraga                    |
| CP Voltregà Movento Stern      | Victorià Oliveras de la Riva           | San Hipólito de Voltregá |
| Lidergrip CH Mataró            | Poliesportiu Municipal Jaume Parera    | Mataró                   |
| Oxigen PHC Sant Cugat          | Pabellón Municipal                     | San Cugat del Vallés     |
| Cerdanyola CH Feníe Energía    | Can Xarau                              | Sardañola del Vallés     |
| CHP Bigues i Riells            | Poliesportiu Municipal Bigues i Riells | Bigas                    |
| CP Alcalá                      | Ciudad Deportiva el Val                | Alcalá de Henares        |
| Bembibre HC                    | Bembibre Arena                         | Bembibre                 |
| HC Raxoi                       | Pabellón Santiago Vite                 | Santiago de Compostela   |
| Hockey Club Coruña             | Palacio de los Deportes de Riazor      | La Coruña                |

## Clasificación

### Liga regular
|                                                                   | Equipo                         | Puntos | J | G | E | P | GF | GC | DG |
| ----------------------------------------------------------------- | ------------------------------ | ------ | - | - | - | - | -- | -- | -- |
| 1                                                                 | CHP Bigues i Riells            | 0      | 0 | 0 | 0 | 0 | 0  | 0  | 0  |
| 2                                                                 | Cerdanyola CH                  | 0      | 0 | 0 | 0 | 0 | 0  | 0  | 0  |
| 3                                                                 | Lidergrip Mataró               | 0      | 0 | 0 | 0 | 0 | 0  | 0  | 0  |
| 4                                                                 | CP Voltregà Movento Stern      | 0      | 0 | 0 | 0 | 0 | 0  | 0  | 0  |
| 5                                                                 | Telecable HC                   | 0      | 0 | 0 | 0 | 0 | 0  | 0  | 0  |
| 6                                                                 | Generali HC Palau de Plegamans | 0      | 0 | 0 | 0 | 0 | 0  | 0  | 0  |
| 7                                                                 | Martinelia CP Manlleu          | 0      | 0 | 0 | 0 | 0 | 0  | 0  | 0  |
| 8                                                                 | Bembibre HC                    | 0      | 0 | 0 | 0 | 0 | 0  | 0  | 0  |
| 9                                                                 | Oxigen PHC Sant Cugat          | 0      | 0 | 0 | 0 | 0 | 0  | 0  | 0  |
| 10                                                                | HC Coruña                      | 0      | 0 | 0 | 0 | 0 | 0  | 0  | 0  |
| 11                                                                | CP Esneca Fraga                | 0      | 0 | 0 | 0 | 0 | 0  | 0  | 0  |
| 12                                                                | HC Raxoi                       | 0      | 0 | 0 | 0 | 0 | 0  | 0  | 0  |
| 13                                                                | CP Alcalá Hockey               | 0      | 0 | 0 | 0 | 0 | 0  | 0  | 0  |
| 14                                                                | CP Vila-sana Coop D'Ivars      | 0      | 0 | 0 | 0 | 0 | 0  | 0  | 0  |
| Fuente: Federación Española de Patinaje; actualización automática |                                |        |   |   |   |   |    |    |    |

### Playoff
Todas las eliminatorias y final se jugarán al mejor de tres (3) partidos. El factor cancha lo tendrá siempre el equipo mejor clasificado en Liga Regular (primero fuera y otros dos en casa).
|  | Semifinales | Semifinales | Semifinales | Semifinales | Semifinales |  |  | Final | Final | Final | Final |  |
|  |             |             |             |             |             |  |  |       |       |       |       |  |
|  |             |             |             |             |             |  |  |       |       |       |       |  |
|  | 1.º         |             |             |             |             |  |  |       |       |       |       |  |
|  |             |             |             |             |             |  |  |       |       |       |       |  |
|  | 4.º         |             |             |             |             |  |  |       |       |       |       |  |
|  |             |             |             |             |             |  |  |       |       |       |       |  |
|  |             |             |             |             |             |  |  |       |       |       |       |  |
|  |             |             |             |             |             |  |  |       |       |       |       |  |
|  | 2.º         |             |             |             |             |  |  |       |       |       |       |  |
|  |             |             |             |             |             |  |  |       |       |       |       |  |
|  | 3.º         |             |             |             |             |  |  |       |       |       |       |  |
|  |             |             |             |             |             |  |  |       |       |       |       |  |
|  |             |             |             |             |             |  |  |       |       |       |       |  |